# HNLMS O 9
Le HNLMS O 9 ou Hr.Ms. O 9 (Pennant number: P09) est un sous-marin de la classe O 9 de la Koninklijke Marine qui a servi pendant la Seconde Guerre mondiale.

## Histoire
Le sous-marin a été commandé le 30 août 1921 et déposé à Flessingue au chantier naval de la Koninklijke Maatschappij De Schelde le 1er décembre 1923 ou le 23 septembre 1922. Le lancement a eu lieu le 7 avril 1925. Le 18 janvier 1926, le navire est mis en service dans la marine néerlandaise.
Le 21 juin 1926, le O 9, avec les O 11, Maarten Harpertszoon Tromp, Jacob van Heemskerck, Z 7 et Z 8, a navigué du Helder à la mer Baltique pour visiter les ports de Kiel, Göteborg et Trondheim.
En 1929, le O 9, avec les O 10, Jacob van Heemskerck, Z 5, Z 6, se rendit en mer Baltique pour des exercices. L'année suivante, le 30 juillet 1930, le O 9, le O 10, le Jacob van Heemskerck et le Witte de With se sont rendus à Anvers.
En 1931, le O 9, le O 10, le O 8, le Jacob van Heemskerck, le Z 7 et le Z 8, font à nouveau un voyage en mer Baltique pour des exercices. En 1936, il repart pour la Baltique avec ses navires jumeaux (sister ships) O 10 et O 11 et le Hertog Hendrik et Z 5. En 1939, le O 9 et ses sister ships O 10 et O 11 sont rattachés à la division côtière. Ils constituaient la partie offensive de la défense côtière néerlandaise.
Du 9 au 11 mai 1940, il est avec le O 10 en patrouille au large des côtes des Pays-Bas. Au cours de cette patrouille, le O 9 a été attaqué par des avions militaires allemands. Le 12 mai 1940, le O 9, le O 10 et un remorqueur se sont enfuis vers le Royaume-Uni où ils sont arrivés le 15 mai 1940.
Pendant la guerre, il a patrouillé dans la Manche et le golfe de Gascogne. D'août 1940 à mars 1944, le O 9 a été attaché à la 7e flottille d'entraînement à Rothesay en Écosse et utilisé comme cible d'entrainement pour le système ASDIC.
Le 1er décembre 1944, le O 9 est mis hors service et en septembre 1945, il est désarmé. En octobre 1946, il est vendu pour la ferraille.

## Commandants
- Luitenant ter zee 2e klasse (Lt.) Jan Metz du 18 novembre 1939 au 22 mai 1940
- Luitenant ter zee 2e klasse (Lt.) Hendrikus Abraham Waldemar Goossens du 22 mai 1940 au 5 février 1942
- Luitenant ter zee 2e klasse (Lt.) Jacob Frans Drijfhout Van Hooff du 5 février 1942 au 18 juillet 1943
- Luitenant ter zee 2e klasse (Lt.) Jean Baptist Maria Joseph Maas du 18 juillet 1943 au 20 mars 1944
- Luitenant ter zee 2e klasse (Lt.) Baron Rudolph Willem van Lynden du 20 mars 1944 au 1er octobre 1944
- Luitenant ter zee 1e klasse (Lt.Cdr.) Jean Baptist Maria Joseph Maas du 1er octobre 1944 au 11 octobre 1944
- Luitenant ter zee 2e klasse (Lt.) Simon Hendrik de Boer du 11 octobre 1944 au 1er décembre 1944

## Palmarès
Le HNLMS O 9 n'a ni coulé, ni endommagé de navire ennemi pendant son service actif.